# Дубичанське
Дубича́нське  — село в Україні, у Торчинській селищній громаді Луцького району Волинської області. Населення становить 89 осіб.

## Географія
Село розташоване на лівому березі річки Серна.

## Історія
До 14 серпня 2015 року село входило до складу Смолигівської сільської ради Луцького району Волинської області.
У 2015-2020 рр. в складі Смолигівської сільської територіальної громади.

## Населення
Згідно з переписом УРСР 1989 року чисельність наявного населення села становила 96 осіб, з яких 46 чоловіків та 50 жінок.
За переписом населення України 2001 року в селі мешкало 89 осіб. 100 % населення вказало своєю рідною мовою українську мову.